# قائمة رؤساء أرمينيا
هذه هي قائمة من قادة أرمينيا منذ عام 1918 حتى الوقت الحاضر. ويشمل قادة جمهورية أرمينيا الديمقراطية (1918-1920)، أرمينيا السوفياتية (1920-1991)، والحكومة بعد انهيار الاتحاد السوفيتي.

## طاقم من أرمينيا منذ عام 1918

### جمهورية أرمينيا (1918-1920)
رئيس المجلس الوطني
- أفيتيس أهارونيان (30 مايو - 1 أغسطس 1918)

رئيس مجلس أرمينيا
- أفيتيك ساهاكيان (1 أغسطس 1918 - 5 أغسطس 1919)

رئيس البرلمان
- أفيتيس أهارونيان (5 أغسطس 1919 - 2 ديسمبر 1920)

### جمهورية القوقاز الاتحادية الاشتراكية الجمهورية السوفياتية (1922-1936)
سكرتير أول للحزب الشيوعي أرمينيا
- جيفورك عليخانيان (ديسمبر 1920 - أبريل 1921)
- سيرغي لوكاشين (أبريل 1921 - 29 أبريل 1922)
- اسكاناز مرافيان (29 أبريل 1922 - مارس 1923)
- أشوت هوفهانيسيان (مارس 1923 - يوليو 1927)
- هايك أوسيبيان (يوليو 1927 - أبريل 1928)
- أيكاز كوستانيان (أبريل 1928 - 7 مايو 1930)
- أغاسي خانجيان (7 مايو 1930 - 9 يوليو 1936 م)

### الجمهورية الاشتراكية السوفياتية الأرمينية (1936-1991)
- أماتوني فارتابتيان (13 يوليو 1936-21 سبتمبر 1937)
- غريغوري أروتيونوف (24 سبتمبر 1937 - نوفمبر 1953)
- سورين توفماسيان (نوفمبر 1953 - 28 ديسمبر 1960)
- ياكوف زاروبيان (28 ديسمبر 1960 - 5 فبراير 1966)
- انطون كوشينيان (5 فبراير 1966 - 27 نوفمبر 1974)
- كارين دميرشيان (نوفمبر 27 1974-1921 مايو 1988)
- سورين أروتيونيان (21 مايو 1988-6 أبريل 1990)
- فلاديمير موفسيسيان (6 أبريل - 30 نوفمبر 1990)
- ستيبان بوجوسيان (30 نوفمبر 1990 - 14 مايو 1991)
- آرام سركيسيان (14 مايو - 7 سبتمبر 1991)

### جمهورية أرمينيا (1991 إلى الوقت الحاضر)
| الرقم | الإسم (الميلاد- الوفاة)     | الصورة         | الإنتخابات | أخذ المنصب             | ترك المنصب             | الوقت في المنصب   | صلاحيات المكتب             | الحزب                   |
| ----- | --------------------------- | -------------- | ---------- | ---------------------- | ---------------------- | ----------------- | -------------------------- | ----------------------- |
| 1     | ليفون تير-بيتروسيان (1945-) |                | 1991 1996  | 11 نوفمبر 1991         | 11 نوفمبر 1996         | 6 سنوات و84 أيام  | رئيس تنفيذي                | الحركة القومية الأرمنية |
| 1     | ليفون تير-بيتروسيان (1945-) | 11 نوفمبر 1996 | 1991 1996  | 3 فبراير 1998 (مستقيل) |                        | 6 سنوات و84 أيام  | رئيس تنفيذي                | الحركة القومية الأرمنية |
| 2     | روبرت كوتشاريان (1954-)     |                | 1998 2003  | 3 فبراير 1998          | 9 أبريل 1998           | 10 سنوات و66 أيام | رئيس تنفيذي                | مستقل                   |
| 2     | روبرت كوتشاريان (1954-)     | 9 أبريل 1998   | 1998 2003  | 9 أبريل 2003           |                        | 10 سنوات و66 أيام | رئيس تنفيذي                | مستقل                   |
| 2     | روبرت كوتشاريان (1954-)     | 9 أبريل 2003   | 1998 2003  | 9 أبريل 2008           |                        | 10 سنوات و66 أيام | رئيس تنفيذي                | مستقل                   |
| 3     | سيرج سركسيان (1954-)        |                | 2008 2013  | 9 أبريل 2008           | 9 أبريل 2013           | 10 سنوات و0 أيام  | رئيس تنفيذي                | حزب أرمينيا الجمهوري    |
| 3     | سيرج سركسيان (1954-)        | 9 أبريل 2013   | 2008 2013  | 9 أبريل 2018           |                        | 10 سنوات و0 أيام  | رئيس تنفيذي                | حزب أرمينيا الجمهوري    |
| 4     | أرمين سركيسيان (1953-)      |                | 2018       | 9 أبريل 2018           | 1 فبراير 2022 (مستقيل) | 3 سنوات و298 أيام | تمثيل الدولة، كفيل الدستور | مستقل                   |
| -     | آلين سيمونيان (1980-)       |                | -          | 1 فبراير 2022          | 13 مارس 2022           | 40 أيام           | تمثيل الدولة، كفيل الدستور | العقد المدني            |
| 5     | فاهاجن خاتشاتوريان (1959-)  |                | 2022       | 13 مارس 2022           | حالي                   | 3 سنوات و65 أيام  | تمثيل الدولة، كفيل الدستور | مستقل                   |

## الانتخابات الأخيرة
أجريت الانتخابات الرئاسية في 2 مارس 2018، ووفقًا للإصلاحات الدستورية التي نفذها الحزب الحاكم، كانت هذه هي المرة الأولى في تاريخ أرمينيا التي ينتخب فيها الرئيس من قبل الجمعية الوطنية بدلاً من التصويت الشعبي.
| أرمين سركيسيان        | 90  | 85.71 |
| أصوات غير صالحة/فارغة | 1   | 0.95  |
| الامتناع عن التصويت   | 10  | 9.52  |
| المجموع               | 101 | 96.19 |
| الناخبون المؤهلون     | 105 | 100   |
| المصدر: Reuters       |     |       |

بعد استقالة أرمين سركيسيان في يناير 2022 رشح حزب العقد المدني الحاكم فاهاجن خاتشاتوريان للرئاسة. انتخب رئيسًا من قبل البرلمان الأرميني في الجولة الثانية من التصويت. استلم المنصب في 13 مارس 2022.

## وصلات خارجية
- The Government of the Republic of Armenia
- President of Armenia